# 14 octombrie
ianuarie • februarie • martie  • aprilie  • mai  • iunie  • iulie  • august  • septembrie  • octombrie  • noiembrie  • decembrie
14 octombrie este a 287-a zi a calendarului gregorian și a 288-a zi în anii bisecți. Mai sunt 78 de zile până la sfârșitul anului.

## Evenimente

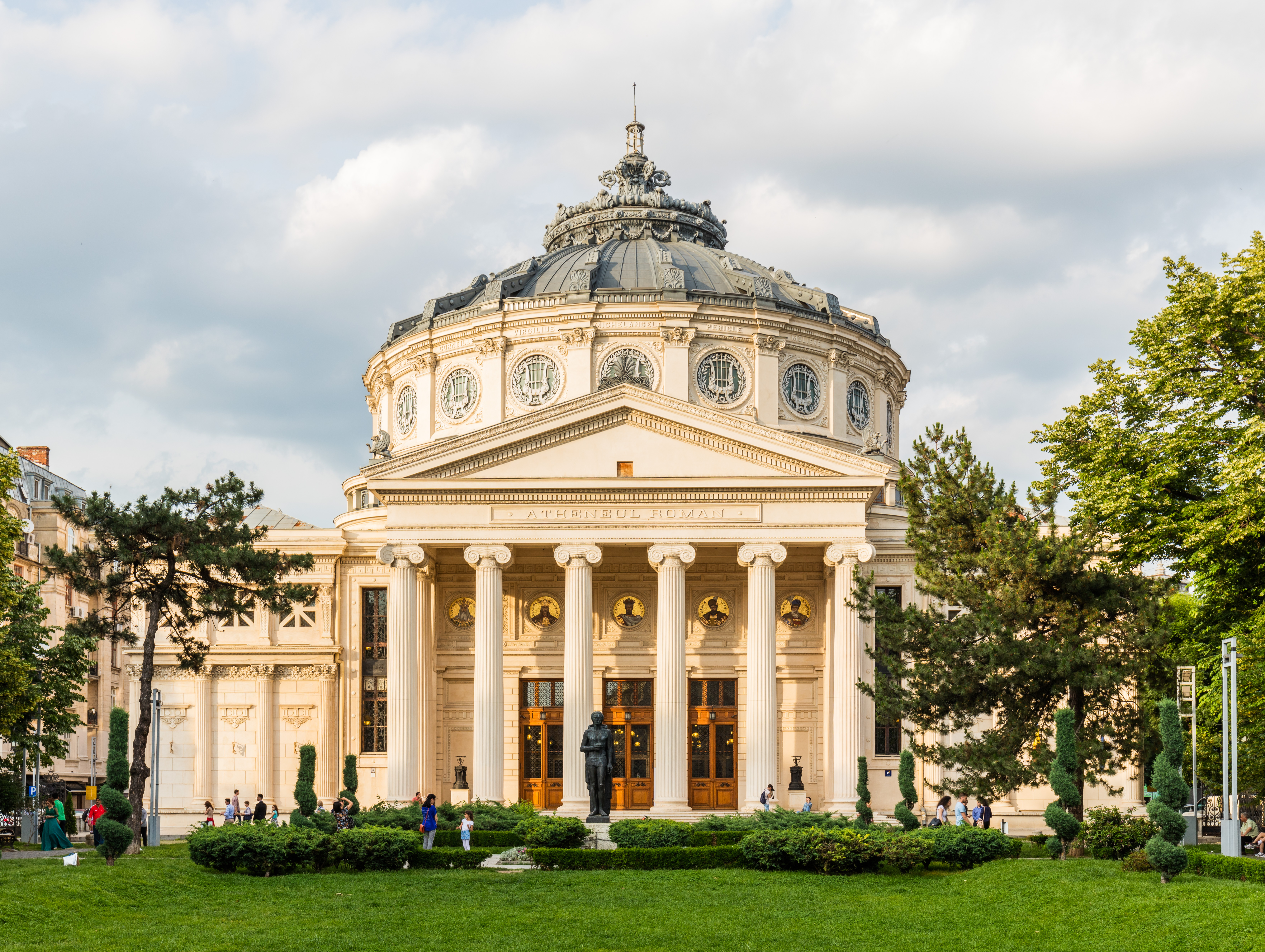
1465: Prima mențiune documentară a Bucureștilor ca reședință domnească a lui Radu cel Frumos, domnul Țării Românești (1462-1478).

- 1066:  Armata normandă lui William I Cuceritorul a învins armata anglo-saxonă a regelui Harold al II-lea, ucigându-l pe acesta în bătălia de la Hastings.[1]
- 1465: Prima mențiune documentară a Bucureștilor ca reședință domnească a lui Radu cel Frumos, domnul Țării Românești (1462-1478).
- 1582: Din cauza introducerii calendarului gregorian, această zi din acest an nu există în Italia, Polonia, Portugalia și Spania.
- 1586: Maria, regina Scoției, este judecată pentru conspirație împotriva reginei Elisabeta I a Angliei.[2]
- 1802: În Țara Românească a avut loc un puternic cutremur de pământ, cel mai mare seism din România, consemnat de documente. Cutremurul s-a produs în Vrancea și se apreciază că a avut o magnitudine de 7,7-7,9 grade. Și Bucureștiul a fost grav afectat, aici prăbușindu-se Turnul Radu Vodă, Hanul Șerban Vodă, o parte din Turnul Colței și multe alte construcții. (14/26)
- 1900: Apare cartea Interpretarea viselor a psihologului Sigmund Freud.
- 1912: Începutul guvernului Titu Maiorescu 2 până la 31 decembrie 1913.
- 1912: Fostul președinte Theodore Roosevelt este împușcat și rănit ușor de John Flammang Schrank. Cu rana proaspătă în piept și cu glonțul încă în el, Roosevelt își ține discursul programat.
- 1913: Dezastrul de la mina Senghenydd, cel mai grav accident minier din Regatul Unit, provoacă moartea a 439 de mineri.
- 1933: Germania se retrage din Liga Națiunilor și din Conferința Mondială pentru Dezarmare.
- 1944: Masacrul de la Moisei.
- 1944: Al doilea război mondial: Feldmareșalul german Erwin Rommel este ucis din ordinul lui Hitler.
- 1947: Pilotul american Chuck Yeager zboară cu un Bell X-1 devenind primul om care a zburat cu viteză mai mare decât a sunetului.
- 1962: Un avion de recunoaștere american Lockheed U-2 a zburat deasupra Cubei și a fotografiat rachete sovietice capabile de a purta încărcătură nucleară, declanșând criza rachetelor cubaneze.
- 1964: Dr. Martin Luther King devine cel mai tânăr laureat al Premiului Nobel pentru Pace.
- 1980: Cel de-al 6-lea Congres al Partidului Muncitorilor s-a încheiat, după ce l-a consacrat drept succesor pe fiul președintelui nord-coreean Kim Il Sung, Kim Jong Il.[3][4]
- 1981: Vicepreședintele Hosni Mubarak este ales președinte al Egiptului la o săptămână după ce Anwar Sadat a fost asasinat.
- 1994: Liderul palestinian Yasser Arafat, primul ministru israelian Yitzhak Rabin și ministrul de externe israelian Shimon Peres primesc Premiul Nobel pentru Pace pentru rolul lor în stabilirea Acordurilor de la Oslo.
- 2014: O furtună de zăpadă și o avalanșă în Himalaya nepaleză declanșate de rămășițele ciclonului Hudhud ucid 43 de persoane.

## Nașteri
- 1404: Marie de Anjou, soția regelui Carol al VII-lea al Franței (d. 1463)
- 1499: Claude a Franței, soția regelui Francisc I al Franței (d. 1524)
- 1630: Sofia de Hanovra, ducesă de Braunschweig-Lüneburg (d. 1714)
- 1633: Iacob al II-lea al Angliei (d. 1701)
- 1634: Alfonso al IV-lea d'Este, Duce de Modena (d. 1662)
- 1712: George Grenville, politician englez, prim-ministru al Regatului Unit (d. 1770)
- 1778: Costache Conachi, poet român (d. 1849)

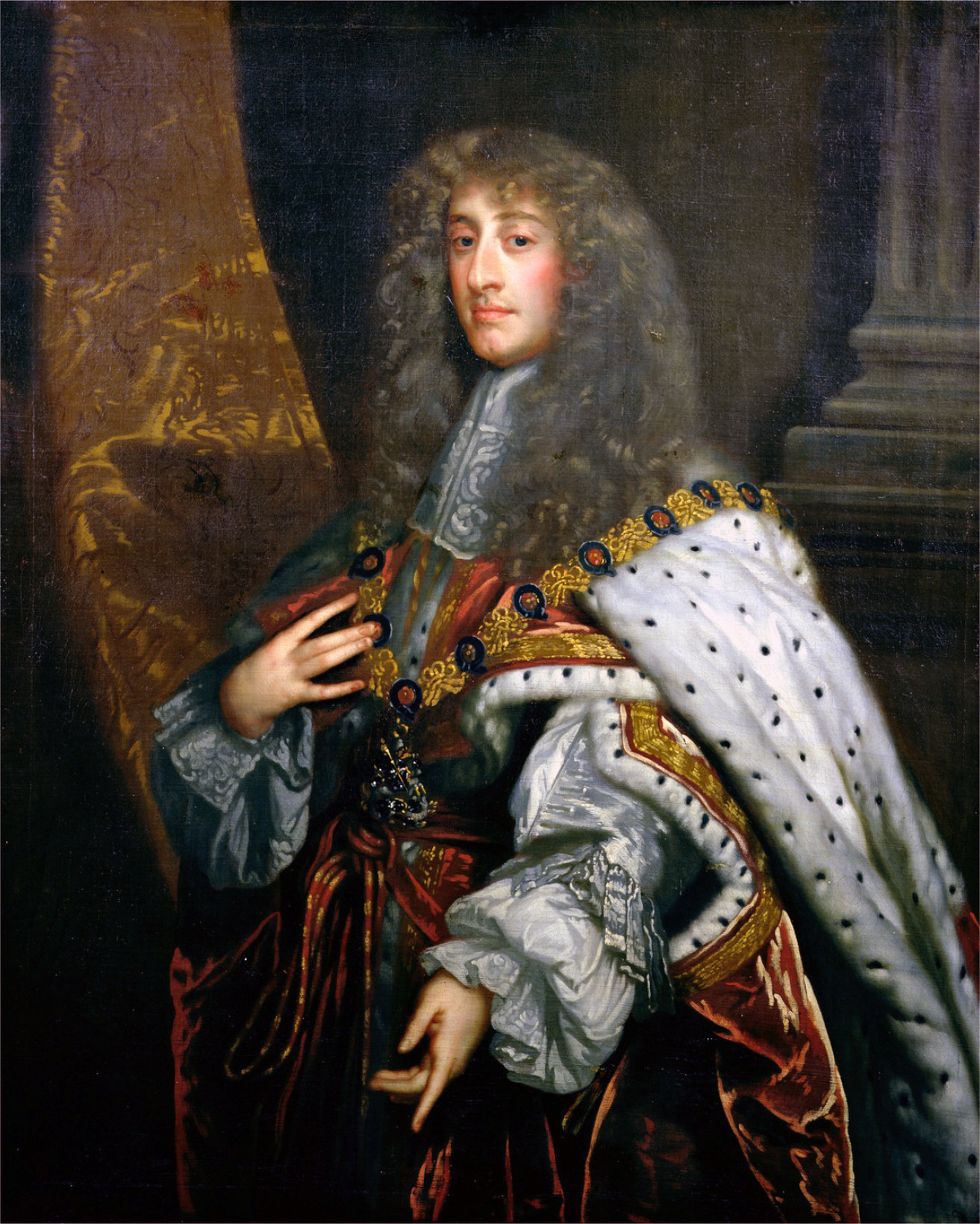
Iacob al II-lea al Angliei
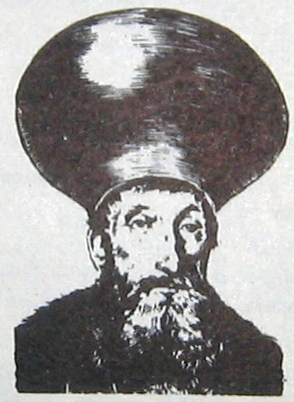
Costache Conachi, scriitor român
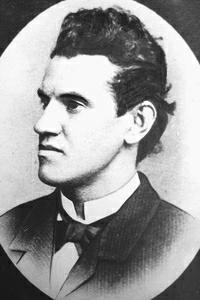
Ciprian Porumbescu, compozitor român

- 1784: Ferdinand al VII-lea al Spaniei (d. 1833)
- 1833: Constantin Barozzi, general și politician român (d. 1921)
- 1853: Ciprian Porumbescu, compozitor român (d. 1883)
- 1857: Gheorghe Ionescu-Gion, profesor, istoric, ziarist, publicist român (d. 1904)
- 1863: Grigore Basarabescu, general român (d. 1932)
- 1864: Stefan Żeromski, romancier și dramaturg polonez (d. 1925)
- 1879: Miles Franklin, scriitoare și feministă de origine australiană (d. 1954)
- 1890: Dwight David Eisenhower, politician american, al 34-lea președinte al Statelor Unite (d. 1969)
- 1890: Louis Deliuc, critic francez de film (d. 1924)
- 1891: Gabriela Chaborski, chimistă română de origine poloneză (d. 1936)
- 1892: Andrei Eriomenko, mareșal al Uniunii Sovietice (d. 1970)
- 1893: Lillian Gish, actriță americană (d. 1993)
- 1894: E. E. Cummings, poet american (d. 1962)
- 1906: Hannah Arendt, teoretician politic german (d. 1975)
- 1912: Nucu Păunescu, actor român (d. 1980)
- 1914: Raymond Davis, Jr., fizician american, laureat al Premiului Nobel (d. 2006)
- 1923: Victor Kernbach, scriitor român (d. 1995)
- 1927: Roger Moore, actor englez (d. 2017)
- 1928: Paul Lavric, actor român
- 1929: Niculae Gheran, scriitor român, editor, critic și istoric literar
- 1930: Mobutu Sese Seko, politician zairez (d. 1997)
- 1940: Sir Cliff Richard, interpret britanic de muzică pop
- 1944: Serghei Covaliov, canoist român (d. 2011)
- 1945: László Ablonczy, scriitor, jurnalist, critic literar maghiar
- 1947: Rikky von Opel, pilot de Formula 1 din Liechtenstein
- 1948: Marian Papahagi, filolog român, critic și istoric literar român (d. 1999)
- 1948: Nicolae Negru, jurnalist din R. Moldova
- 1950: Iosif Dan, politician român
- 1950: Kate Grenville, scriitoare australiană
- 1950: Sheila Young, patinatoare americană
- 1951: Lia Manțoc, scenografă română
- 1951: Ștefan Sameș, fotbalist român (d. 2011)
- 1955: Ion Giurescu, politician român
- 1958: Carmen Trocan, actriță română
- 1961: Romulus Gabor, fotbalist român

Victor Kernbach, scriitor român
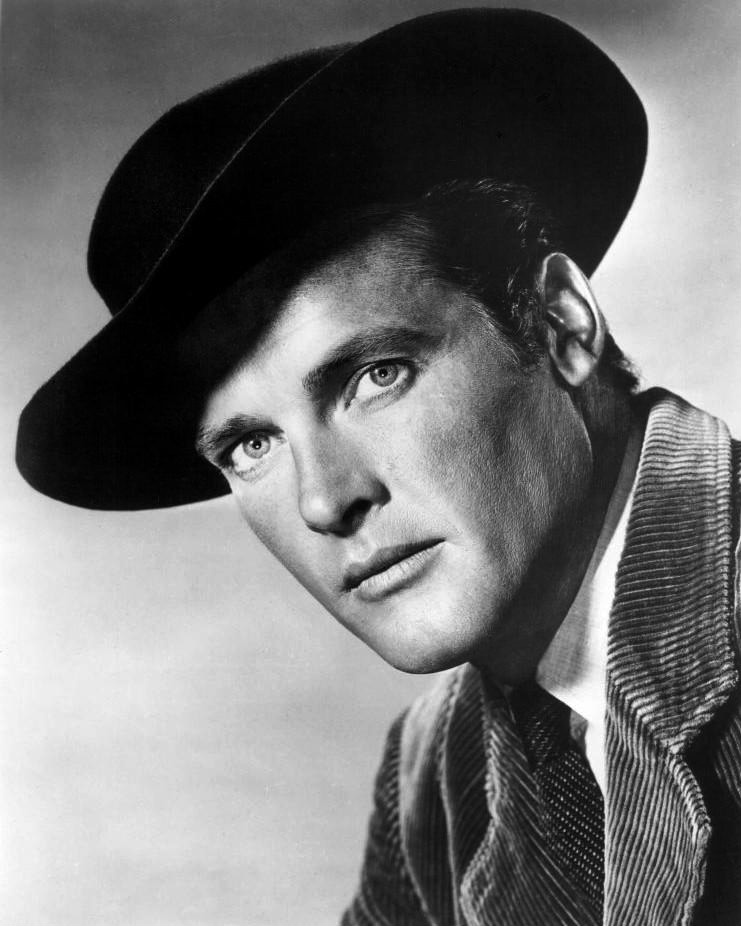
Roger Moore, actor englez
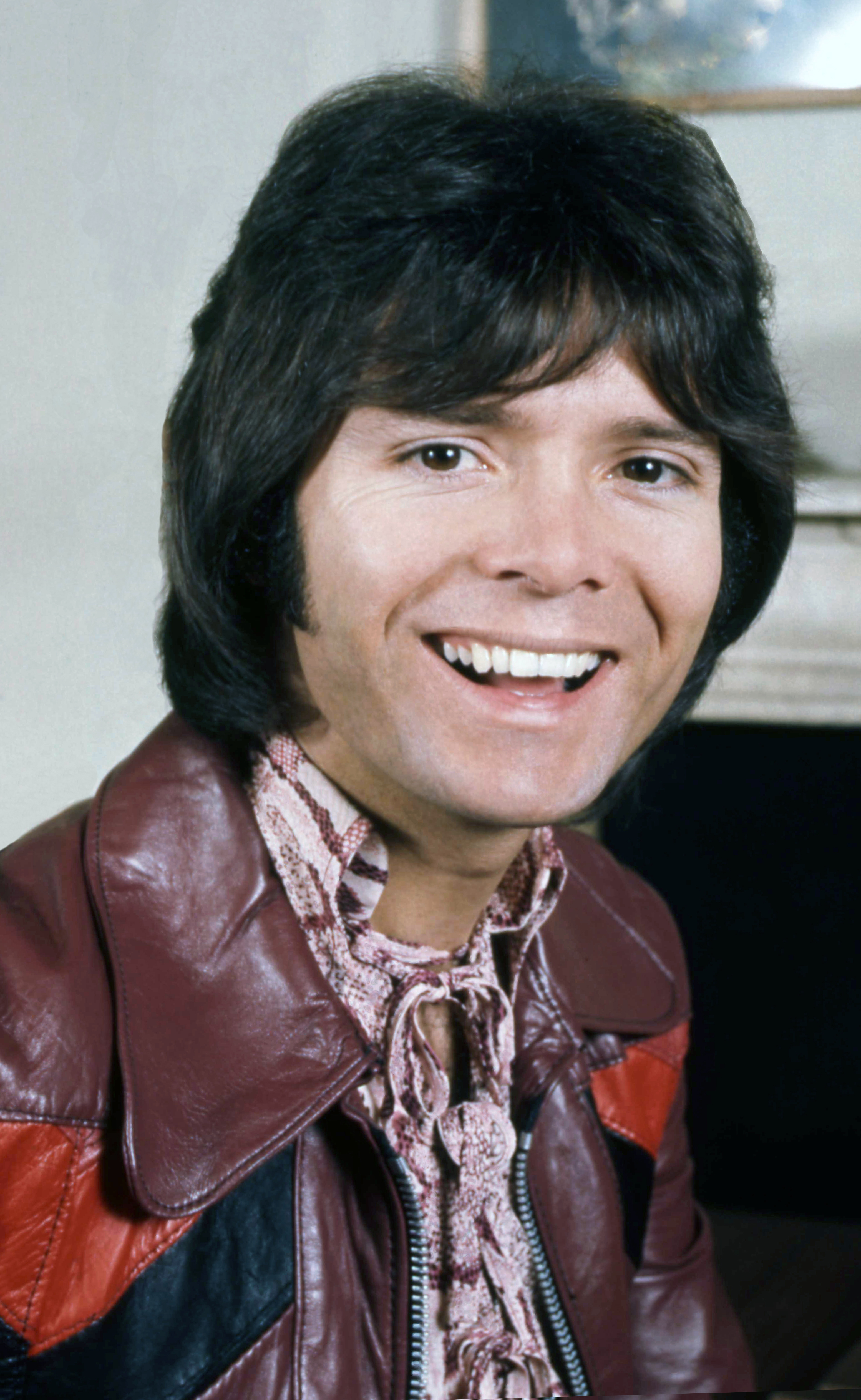
Sir Cliff Richard, interpret britanic de muzică pop

- 1961: Claudiu Vaișcovici, fotbalist român
- 1964: Cristiano Bergodi, fotbalist și antrenor italian
- 1972: Lilian Thuram, fotbalist francez
- 1974: George Dorobanțu, regizor, producător și scenarist de film român
- 1978: Paul Hunter, jucător englez de snooker (d. 2006)
- 1978: Usher, cântăreț și actor american
- 1979: Ionuț Pungă, atlet român
- 1980: Victoraș Iacob, fotbalist român
- 1980: Niels Lodberg, fotbalist danez
- 1980: Ben Whishaw, actor englez
- 1981: Mihai Morar, prezentator de televiziune român
- 1982: Adrian Vasile, jucător și antrenor român de handbal
- 1983: Renato Civelli, fotbalist argentinian
- 1984: Celia, cântăreață română
- 1986: Irina Rădulescu, actriță română
- 1992: Mariana Costa, handbalistă braziliană
- 1994: Miloš Deletić, fotbalist sârb

## Decese
- 1066: Harold Godwinson, rege al Angliei (n. 1022)
- 1631: Sophie de Mecklenburg-Güstrow, soția regelui Frederick al II-lea al Danemarcei (n. 1557)
- 1658: Francesco I d'Este, Duce de Modena (n. 1610)
- 1857: Johan Christian Dahl, pictor norvegian (n. 1788)
- 1888: Auguste Feyen-Perrin, pictor francez (n. 1826)

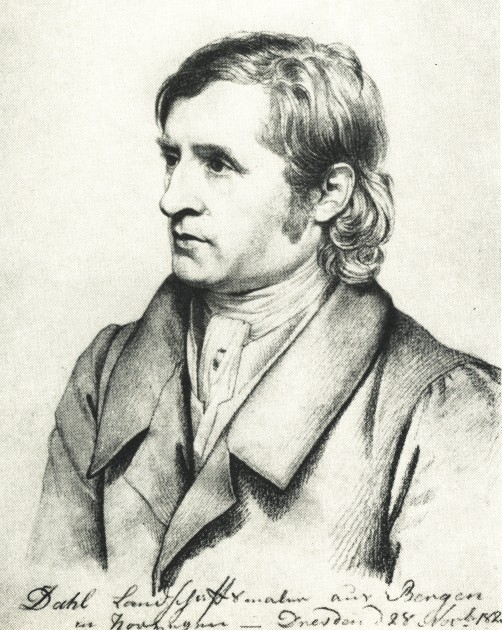
Johan Christian Dahl, pictor norvegian
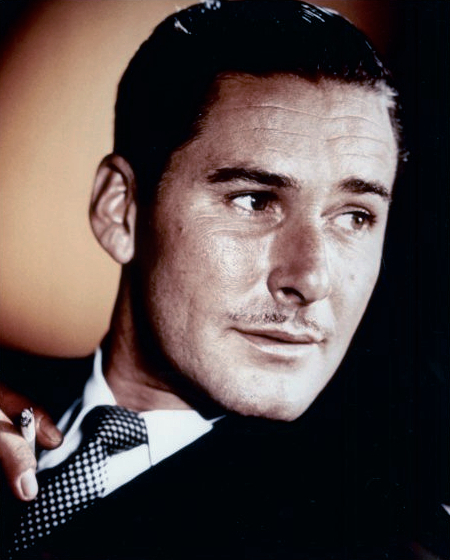
Errol Flynn, actor american
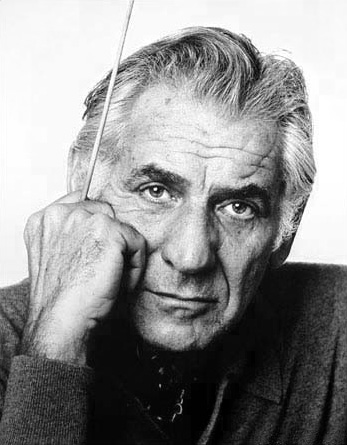
Leonard Bernstein, dirijor și compozitor american

- 1944: Erwin Rommel, feldmareșal german (n. 1891)
- 1959: Errol Flynn, actor american (n. 1909)
- 1960: Abram Fiodorovici Ioffe, fizician rus (n. 1880)
- 1978: Cezar Grigoriu, interpret român de muzică ușoară, regizor de teatru și televiziune (n. 1929)
- 1984: Martin Ryle, fizician și radioastronom englez (n. 1918)
- 1990: Leonard Bernstein, dirijor și compozitor american (n. 1918)
- 1998: Leopoldina Bălănuță, actriță română de teatru și film (n. 1934)
- 1998: Radu Scutelnicu, inginer constructor și inventator român (n. 1938)
- 2010: Benoît Mandelbrot, matematician francezo-american (n. 1924)
- 2015: Florența Mihai, jucătoare de tenis română (n. 1955)
- 2018: Eduardo Arroyo, pictor și grafician spaniol (n. 1937)
- 2018: Milena Dravić, actriță sârbă (n. 1940)
- 2019: Harold Bloom, teoretician de literatură american și critic (n. 1930)
- 2022: Robbie Coltrane, actor britanic (n. 1950)
- 2022: Mariana Nicolesco, soprană de origine română (n. 1948)

## Sărbători
- Cuvioasa Parascheva; Sf. Mucenici Nazarie, Ghervasie, Protasie și Silvan (calendar ortodox și greco-catolic)
- Papa Calixt I (calendar romano-catolic)
- Ziua Internațională a standardizării